# Dom kapitulny przy kościele św. Idziego w Krakowie
Dom kapitulny przy kościele św. Idziego – zabytkowy budynek znajdujący się w Krakowie, w dzielnicy I przy ul. Podzamcze 1, na Starym Mieście.
Jest to 1-piętrowy, barokowy budynek, przekryty łamanym dachem polskim.
Obecnie znajduje się w nim żłobek samorządowy nr 1.
20 maja 2008 budynek został wpisany do rejestru zabytków. Znajduje się także w gminnej ewidencji zabytków.